# Julia Vaidis-Bogard
Pour les articles homonymes, voir Bogard.
Julia Vaidis-Bogard, parfois créditée sous le nom de Leah Vaidis-Bogard, est une actrice française.
Active dans le doublage, elle est notamment la voix française régulière de Scarlett Johansson.

## Théâtre
- 2000 : La Don-Juane de Molière, mise en scène Shula Siegfried, Espace La Comedia
- 2001 : Paroles d'acteurs, mise en scène Niels Arestrup, Festival d'Avignon
- 2005 au théâtre 2005 : « Les Fausses Confidences » de Marivaux, mise en scène Patrice Lecadre
- 2007/2008 au théâtre : «  La Jeune Fille, le Diable, et le Moulin » d’Olivier Py, mise en scène Mbembo
- 2010 Collaboration Dramaturgie, Direction d’Acteurs : « Les Perdants Magnifiques » de Leonard Cohen, adaptation et mise en scène Laetitia Angot

## Filmographie
- 1998 : PJ : Mireille (Saison 2, épisode 6 : "Héroïne")
- 1999 : Paddy de Gérard Mordillat
- 1999 : En attendant la neige de A. et O. Olivarès
- 1999 : Le Ciel, les Oiseaux et... ta mère ! de Djamel Bensalah
- 2000 : Marie, Nonna, la Vierge et moi de Francis Renaud
- 2001 : C'est la vie de J.P. Améris
- 2001 : Lisa de Pierre Grimblat
- 2001 : La Chambre des parents II de Pascale Breton
- 2002 : Qui mange quoi ? (TV) réal J.P. Lilienfeld
- 2002 : Une mort pour une vie (TV)
- 2003 : De soie et de cendre (TV) réal Jacques Otmezguine
- 2004 : Nos vies rêvées (TV) réal Fabrice Cazeneuve
- 2005 : Groupe flag (TV)
- 2006 : PJ : Lana (Saison 9, épisode 2 : "Recel")
- 2007 : L'Hôpital (TV)
- 2007 : Paris, enquêtes criminelles (TV)
- 2007 : Écoute le temps d’Alanté Kavaïté
- 2010 : Le Nom des gens de Michel Leclerc
- 2011 : Les Petits Meurtres d'Agatha Christie (TV)

## Doublage

### Cinéma

#### Films
- Scarlett Johansson dans (28 films) :
  - La Jeune Fille à la perle (2004) : Griet
  - En bonne compagnie (2005) : Alex Foreman
  - The Island (2005) : Jordan Two Delta / Sarah Jordan
  - Match Point (2005) : Nola Rice
  - Love Song (2006) : Pursy Kim
  - Scoop (2006) : Sondra Pransky
  - Le Dahlia noir (2006) : Kay Lake
  - Le Prestige (2006) : Olivia Wenscombe
  - Vicky Cristina Barcelona (2008) : Cristina
  - The Spirit (2008) : Silken Floss
  - Ce que pensent les hommes (2009) : Anna
  - Iron Man 2 (2010) : Natasha Romanoff / la Veuve noire
  - Nouveau Départ (2012) : Kelly Foster
  - Avengers (2012) : Natasha Romanoff / la Veuve noire
  - Hitchcock (2013) : Janet Leigh
  - Under the Skin (2013) : Laura
  - Don Jon (2013) : Barbara
  - Captain America : Le Soldat de l'hiver (2014) : Natasha Romanoff / la Veuve noire
  - Lucy (2014) : Lucy
  - Avengers : L'Ère d'Ultron (2015) : Natasha Romanoff / la Veuve noire
  - Captain America: Civil War (2016) : Natasha Romanoff / la Veuve noire
  - Ghost in the Shell (2017) : major Mira Killian / Motoko Kusanagi
  - Marriage Story (2019) : Nicole Barber
  - Jojo Rabbit (2019) : Rosie Beitzer
  - Asteroid City (2023) : Midge Campbell
  - To the Moon (2024) : Kelly Jones
  - The Phoenician Scheme (2025) : Hilda Sussman-Korda
  - Jurassic World : Renaissance (2025) : Zora Bennett

- Dania Ramírez dans : 
  - She Hate Me (2004) : Alex Guerrero
  - American Pie 4 (2012) : Selena Vega

- 2005 : Manderlay : Flora (Suzette Llewellyn)
- 2005 : Le Secret de Brokeback Mountain : Cassie Cartwright (Linda Cardellini)
- 2006 : Volver : Paula (Yohana Cobo)
- 2006 : This Is England : Lol (Vicky McClure)
- 2006 : Un amour de sœur : Anne (Heike Makatsch)
- 2006 : Le Champion du siècle : Tjitske (Ricky Koole)
- 2007 : Les Châtiments : Janet (Jillian Batherson)
- 2009 : Funny People : Daisy (Aubrey Plaza)
- 2011 : Or noir : Aicha (Liya Kebede)
- 2012 : Les Saphirs : Gail McCrae (Deborah Mailman)
- 2012 : Venir au monde : Aska (Saadet Aksoy)
- 2012 : Purge : Aliide Truu (Laura Birn)
- 2012 : Les Misérables : Éponine (Samantha Barks)
- 2013 : Zulu : Claire Fletcher (Tinarie van Wyk-Loots (en))
- 2014 : Homefront : Cassie Bodine Klum (Kate Bosworth)
- 2014 : Open Windows : Jill Goddard (Sasha Grey)
- 2015 : Code Momentum : Alex (Olga Kurylenko)
- 2018 : Yucatán : Monica (Lupe Cartie Roda)
- 2021 : Reclus : Lucía (Inma Cuesta)
- 2023 : Bird Box Barcelona : Liliana (Michelle Jenner)
- 2023 : En eaux (très) troubles : Rigas (Melissanthi Mahut)
- 2023 : Gran Turismo : ? (?)
- 2023 : My Dear F***ing Prince : ? (?)
- 2023 : Reptile : Cassandra (Kathryn Boyd Brolin)
- 2024 : The Fall Guy : Venti Kushner (Zara Michales)
- 2024 : Scoop : ? (?)
- 2025 : L'Amour dans l'objectif (en) : Laxmi (Sindhu Vee (en))
- 2025 : Mr. Wolff 2 : Justine (Allison Robertson)

#### Films d'animation
- 2009 : Mary et Max : Mary Daisy Dinkle[2]
- 2012 : L'Âge de glace 4 : La Dérive des continents : Shira

### Télévision

#### Téléfilms
- Elisabeth Harnois dans (6 téléfilms) :
  - Sous le charme de Noël (2014) : Jenna Kingston
  - Grossesse en péril (2017) : Emily Jones
  - Deux Cupidons pour Noël (2018) : Holly Willinger
  - La tentation de mon mari (2018) : Lisa
  - Le Grand bal du réveillon (2019) : Amy
  - Falling for the Manny (2023) : Alice

- Lyndsy Fonseca dans (4 téléfilms) : 
  - Un combat, cinq destins (2011) : Cheyanne
  - Amy Thompson, le combat d'une mère (2020) : Amy Thompson
  - Prochain arrêt, Noël (2021) : Angie Reynolds
  - Les sœurs McBride (2022) : Posy

- Holland Roden dans (3 téléfilms) :
  - Obsessed to Death (2022) : Cassie Collins
  - Un cadeau de Noël inattendu (2022) : Elizabeth
  - Les 5 trésors de Noël (2024) : Audrey Moss

- Samantha Brown dans (2 téléfilms) :
  - Le serment de Victoria (2021) : Claire Matthews
  - Un Noël magique à New York (2023) : Tanya Schultz

- 2005 : Margarete, le génie d'une femme : Margarete Steiff (Heike Makatsch)
- 2005 : Siehst du mich ? : Tiffany Doll (Victoria Gabrysch)
- 2005 : Comme sur des roulettes : Lucia (Beatriz Segura)
- 2006 : Helen, Fred et Ted : Ines Seidel (Anna Böger)
- 2019 : Dernière escale avant Noël : Tara (Tara Joshi)
- 2020 : Ado rebelle ou criminelle ? : Marie Cummings (Samora Smallwood)
- 2020 : Qui veut tuer la future mariée ? : Melanie (Amanda Tavarez)
- 2020 : Coup de foudre à la Saint-Valentin : Madison (Latonya Williams)
- 2021 : La merveilleuse boutique de Noël : Belinda Sawyer (Emeraude Toubia)
- 2021 : Mes chers voisins... : Amanda (Kyana Teresa)
- 2022 : Un héritage maudit : Nora Reed (Rebecca Liddiard)
- 2022 : La recette d'un Noël inoubliable : Nathalie Wolford (Parveen Dosanjh)
- 2022 : La formule secrète de Noël : Mindee (Jennifer Gibson)
- 2022 : Meurtre, gloire et beauté : Cassie Collins (Holland Roden)
- 2023 : Une rose pour sa tombe : L'Histoire vraie de Cynthia Baumgartner : Lori (Chrishell Stause)
- 2023 : Un Noël à sauver : Mia Meijer (Christa Taylor Brown)

#### Séries télévisées
- Elisabeth Harnois dans :
  - Medical Police (2010) : Dr Serena Warren (13 épisodes)
  - Les Experts (2011-2015) : Morgan Brody (85 épisodes)

- 2005 : Le Pape Jean-Paul II : Eva (Vittoria Belvedere) (mini-série)
- 2008 : Le Châtiment : Eva (Esmeralda Moya) (mini-série)
- 2008 : ReGenesis : Marie Gervais (Liisa Repo-Martell) (saison 4, épisode 4)
- 2009-2010 : Skins : Estelle "Stella" McGlashan (Emily Bett Rickards)(18 épisodes)
- 2009 : Robin des Bois : Kate (Joanne Froggatt) (11 épisodes)
- 2009 : Heroes : Olivia (Candice Patton) (saison 4, épisodes 6 et 8)
- 2010 : Fringe : Dr Newell (Deepti Gupta) (saison 2, épisode 11)
- 2010-2013 : Nikita : Alexandra « Alex » Udinov (Lyndsy Fonseca) (73 épisodes)
- 2011-2012 : Pan Am : Bridget Pierce (Annabelle Wallis) (4 épisodes)
- 2012 : The Client List : Dee Ann (Desi Lydic) (7 épisodes)
- 2012-2017 : Pretty Little Liars : Charlotte « CeCe » Drake (Vanessa Ray) (19 épisodes)
- 2013 : Following : Molly (Jennifer Ferrin) (5 épisodes)
- 2013 : Tunnel : Tania (Ruby Wild) (saison 1, épisodes 1 et 2)
- 2013-2014 : Downton Abbey : Sarah Bunting (Daisy Lewis) (8 épisodes)
- 2014 : Believe : Moore (Sienna Guillory) (saison 1, épisode 1)
- 2015 : Prey : Jules Hope (MyAnna Buring) (mini-série)
- 2019 : Watchmen : June (Danielle Deadwyler) (mini-série)
- 2020 : Le Mystère Kendrick : Jess Milner (Cush Jumbo) (mini-série)
- 2020 : All Rise : Maria Fondo (Presciliana Esparolini) (saison 1, épisode 13) et Josephine Calderon (Marlene Forte) (saison 1, épisode 14)
- 2022 : Anatomie d'un divorce : Sage (Katie Lee Hill) (mini-série)
- 2022 : New York, police judiciaire : Jessica Farrell (Tru Collins) (saison 22, épisode 3)
- 2022 : La Disparue de Lørenskog : Beate Grav Bjercke (Ulrikke Hansen Døvigen (no)) (mini-série)
- 2022 : Mammifères (en) : Amandine Buckingham (Melia Kreiling) (6 épisodes)
- 2023 : FBI: Most Wanted : Em McAdoo (Nadine Nicole) (saison 4, épisode 14)
- 2023 : Un meurtre au bout du monde : Sian (Alice Braga) (mini-série)
- 2024 : Eric : Dana Nokes (Amy Pemberton) (mini-série)
- 2024 : Bad Monkey : Rosa Campesino (Natalie Martinez)
- 2024 : Monstres : L'Histoire de Lyle et Erik Menéndez : Leslie Abramson (Ari Graynor) (mini-série)
- 2024 : Elsbeth : Quinn Powers (Elizabeth Lail) (saison 1, épisode 8)

#### Séries d'animation
- 2001 : Agrippine : Agrippine (création de voix)
- depuis 2024 : Jurassic World : La Théorie du Chaos : Soyona Santos[n 1]

## Voix off

### Fictions audio
- 2020 : Carthago, BLYND : Kim Melville, héroïne de la fiction sonore

### Publicités
- 2013 : Dolce & Gabbana (Scarlett Johansson)
- Boursin
- Boy Chanel
- Cacharel
- Sécurité routière
- Essentials Nivea
- Renault Twingo